# Narodnictví
Narodnictví (rusky народничество) bylo společenské hnutí, které vzniklo v Rusku v 60. a 70. letech 19. století.

## Členové a ideologie
Ideově spojovalo prvky agrární demokracie s rolnickým utopickým socialismem, naději, že bude možné vynechat kapitalistickou cestu vývoje.
Ideoví zakladatelé narodnictví byli v Rusku Alexandr Ivanovič Gercen, Nikolaj Ogarjov a Nikolaj Gavrilovič Černyševskij. Později se k jejich myšlenkám připojili Michail Alexandrovič Bakunin, Pjotr Lavrov, Pjotr Nikitič Tkačov a další. Narodnické ideje byly vnímány jako ohrožení státního režimu Ruského impéria a řada „narodniků“ proto byla zatčena a vystavena brutálním výslechům v Butyrské věznici.
Narodnictví zanechalo svoji stopu i v oblasti umění, neboť celá řada společenských motivů ovlivnila různé literární práce. Narodnická lyrika opěvovala oběť, život v ruské obščině a jako vzdálený cíl definovala výstavbu utopického socialismu.

## Kritika
Lenin s uznáním mluvil o bojovém demokratismu revolučních narodniků, o obětavém boji proti samoděržaví, ale zároveň kritizoval narodnictví za subjektivní metodu v sociologii a za idealizování polopatriarchální rolnické občiny, za anarchismus, spiklenectví, za taktiku individuálního teroru a za další chyby. Lenin kritizoval hnutí narodniků v pracích Kdo jsou „přátelé lidu“ a jak bojují proti sociálním demokratům? (1894), Jakého dědictví se zříkáme (1897), Vývoj kapitalismu v Rusku (1899) a v jiných dílech. V Dějinách VKS(b) je také poukazováno na chybné názory narodniků.